# Beech Grove
Beech Grove – miasto w Stanach Zjednoczonych, w stanie Indiana, w hrabstwie Gibson.